# 은희석
은희석(1977년 3월 11일~)은 대한민국의 은퇴한 농구 선수이며 전 서울 삼성 썬더스의 감독이다.